# Kaplica śś. Fabiana i Sebastiana w Hałuszowej
Kaplica śś. Fabiana i Sebastiana w Hałuszowej – rzymskokatolicka kaplica znajdująca się przy ulicy Strażackiej w Hałuszowej, w województwie małopolskim, w dekanacie Krościenko nad Dunajcem, w diecezji tarnowskiej.

## Historia
Na początku lat 90 XX w. zrodził się pomysł wybudowania kaplicy ku czci świętych Fabiana i Sebastiana. Budowano ją w latach 1991–1997. 24 sierpnia 1997 przybył do parafii śp. ks. Bp Józef Gucwa, biskup pomocniczy diecezji tarnowskiej i dokonał uroczystego poświęcenia. Odpust ku czci świętych Fabiana i Sebastiana przypada 20 stycznia.

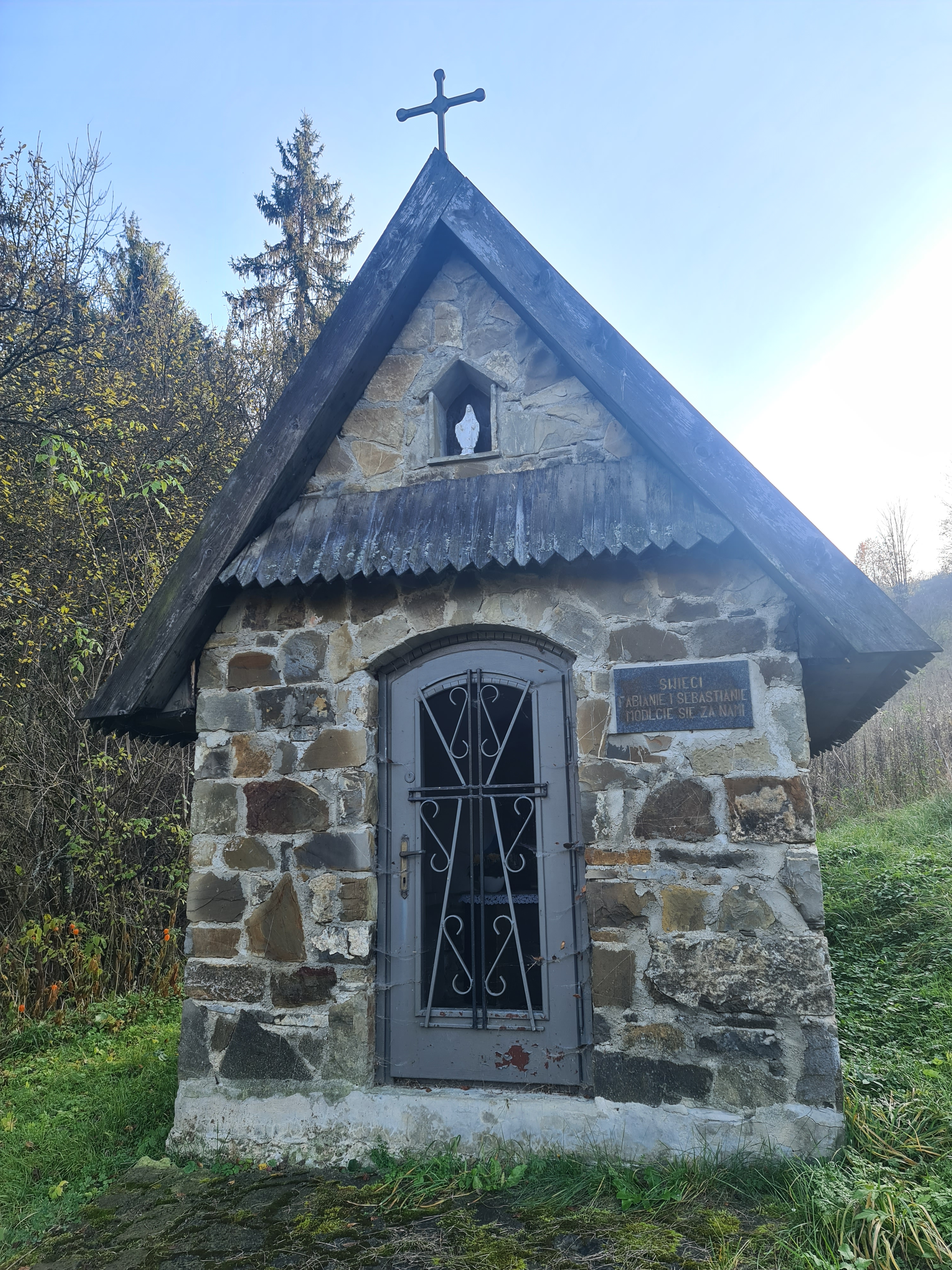
Mała kaplica śś. Fabiana i Sebastiana w dolnej części ulicy Strażackiej w Hałuszowej

## Mała kaplica
W dolnej części wsi, również przy ul. Strażackiej (naprzeciwko domu nr 97) stoi mała, kamienna kaplica również poświęcona św. Fabianowi i Stanisławowi.